# Adolfo di Schwarzenberg
Adolfo di Schwarzenberg (Marienheide, 1551 – Pápa, 29 luglio 1600) fu dapprima barone e poi conte di Schwarzenberg.

## Biografia
Adolfo era figlio del barone Guglielmo II di Schwarzenberg e di sua moglie, Anna von der Harff. Nacque al castello di Gimborn presso Gummersbach nel Ducato di Berg. Il padre proveniva da una famiglia che, sin dal nonno Guglielmo I era migrata dalla regione della Franconia nelle terre dell'Austria. Adolfo succedette al padre come barone di Schwarzenberg nel 1557.

### La carriera militare
Sin da giovane Adolfo entrò a far parte dell'esercito spagnolo (la Spagna era a quel tempo uno dei possedimenti della casata d'Asburgo d'Austria). Adolfo di Schwarzenberg combatté quindi al fianco di Filippo II nella Guerra degli Ottant'anni nel tentativo di liberare i Paesi Bassi spagnoli dalla presenza dei rifugiati ugonotti francesi.  Sul campo di battaglia si guadagnò il titolo di Luogotenente.
Adolfo si scontrò poi contro i turchi in Ungheria. Nel 1592 divenne governatore della fortezza di Raab dopo la sua riconquista da parte degli imperiali.

### Il trionfo

Stemma di Adolfo di Schwarzenberg dopo la vittoria sui Turchi a Győr

Come ringraziamento per i servigi prestati, ottenne la Raaberkreuze. Nel 1599, inoltre, Rodolfo II gli concesse il governo di Auspitz e il titolo di Conte associato alla signoria di Schwarzenberg. In ricordo della vittoria sui Turchi a Győr, Adolfo aggiunse al suo stemma (che è ancora l'attuale dei Principi di Schwarzenberg) la testa decapitata di un turco che viene mangiata da un corvo nero (Schwarzenberg; Schwarz=nero)
Adolfo non poté godere a lungo dei benefici delle ricompense con il proprio impegno bellico, in quanto morì il 29 luglio 1600.

## Matrimonio e figli
Il conte Adolfo sposò Margherita Wolff di Metternich, da cui ebbe un solo figlio maschio, Adamo.